# Associação Internacional de Caridades
Associação Internacional de Caridades (em francês Association Internationale des Charités) é a federação que reúne os movimentos nacionais das Fraternidades das Damas de Caridade, ou Voluntárias da Caridade. Trata-se de uma organização não governamental, leiga, católica, composta predominantemente por mulheres que trabalham contra todos os tipos de pobreza e exclusão social. Foi fundada em 1617 por São Vicente de Paulo. Está presente nos cinco continentes, com mais de 250.000 voluntários.

## Missão
A missão da AIC é o combate à pobreza através de todas as formas de ajuda e de mecanismos de pressão sobre as estruturas geradoras de exclusão. Sua ação visa privilegiar a solidariedade e a promoção pessoal e social. Trabalha com os despossuídos de forma participativa, para que sejam agentes do seu próprio desenvolvimento e da comunidade. Para isto, trabalha em redes de todos os níveis e tem em vista a ação sobre as estruturas políticas e sociais.
A formação, a comunicação, a solidariedade, a auto-promoção, são o eixo de sua acção junto às famílias pobres.
A ajuda é exercida através de:
- atendimento dos idosos em abrigos ou nos seus lares.
- escolas para educação básica de crianças carentes, em parceria com as Administrações Públicas. *creches, cursos profissionalizantes e casas de apoio a menores e população de rua.
- albergues para doentes e aidéticos.
- clubes de mães carentes, para acompanhamento de educação básica de saúde e higiene, além de orientações e enxovais para gestantes.